# Beatrix Dobie

Beatrix Dobbie (rechts) mit Muriel Wyman in Mangere (circa 1910)

Beatrix Charlotte Dobie (verheiratet Beatrix Charlotte Vernon; * 17. Mai 1887 in Whangārei, Northland als Beatrix Charlotte Dobbie; † April 1944 in Beja, Tunesien), manchmal auch in der Schreibweise Beatrice Charlotte Dobie zitiert, war eine neuseeländische Malerin, die sich vornehmlich der Landschaftsmalerei widmete, jedoch auch Pferde sowie Porträts zeichnete.

## Leben
Beatrix war die Tochter von Herbert Boucher Dobbie (1852–1940) und Charlotte Anderson Gilfillan. Ihr Vater war ein Farmer, Amateurbotaniker, Vogelbeobachter und Autor. Ihre Tante Mary Beatrix Dobie war eine bekannte Illustratorin, die im Alter von 29 Jahren ermordet wurde. Gegen 1911 ließ Beatrix ihren Familiennamen in Dobie umändern. Im selben Jahr ging sie mit ihrer Freundin Esther Barker (verheiratet Esther Hope) nach England, wo sie unter der Leitung von Henry Tonks an der Slade School of Fine Art in London studierte. Daneben besuchte sie die Calderon School of Animal Painting in Kensington. Während des Ersten Weltkriegs arbeitete Dobie als Freiwillige beim Roten Kreuz auf Malta und in Codford/Wiltshire. Danach kehrte sie nach Neuseeland zurück. Auf einer Maltour durch Nordafrika lernte Dobie in Tunesien René Vernon, einen Ingenieur der Französischen Armee kennen, den sie im Juli 1925 in London heiratete. Beide ließen sich in Sfax, später in Beja nieder, wo Beatrix Dobie bis zu ihrem Tod künstlerisch tätig war. Sie gestaltete Landschaften, darunter Meereslandschaften von Neuseeland (z. B. Rotorua, Mackenzie Country, Northland), Malta oder die nordafrikanische Küste. Bekannt wurden auch Dobies Pferdedarstellungen (z. B. The Sea Brethren; Horse and Foal in Field, beide in Öl auf Canvas), die sie in post-impressionistischer Malweise kreierte. Aufgrund der Lichtverhältnisse schätzte Dobie Tunesien als perfekten Ort zum Malen. Sie schuf auch Porträts, darunter das nahezu monochrome, in Brauntönen gehaltene Bildnis Hawke’s Bay farmer and industrialist William Nelson (um 1911), bei dem das Gesicht durch einfallendes Licht stark betont ist. Ferner skizzierte Dobie Pferde- und Reitermotive mit der Tuschfeder, darunter vom Pferd stürzende Reiter wie in ihrer undatierten Zeichnung Little Logan makes a grand slam. Dobie illustrierte 1926 das Opus magnum Tutira: the story of a New Zealand sheep station  von Herbert Guthrie-Smith.
Dobies Werke befinden sich in der Auckland Art Gallery, in der Angela Morton Collection in Napier, im Hawke’s Bay Museum, in der Art Gallery Wellington, im Museum of New Zealand Te Papa Tongarewa und im Whangārei Art Museum. Sie stellte von 1919 bis 1926 regelmäßig in der Canterbury Society of Arts aus.